# Posily
Posily je označení pro bojové síly, které byly vyslány do oblasti bojů, aby podpořily tamní původně rozmístěné síly. Jejich význam nelze měřit pouze jejich početní silou, ale i řadou dalších aspektů. Účinnost jejich nasazení totiž závisí též na následných okolnostech:
- včasnosti příchodu: příchod i rozsáhlých posil může být irelevantní, pokud armáda, které mají pomoci, je již rozvrácena a hroutí se, nebo pokud již padly klíčové posty (základny)

- mírou překvapení a jeho využitelnost: i malé posily mohou mít obrovský význam, pokud nepřátelská strana jejich přísun neočekává, zejména pokud navíc přijdou z nečekaného, resp. výhodného směru
- jejich psychologickém účinku: při vhodné prezentaci a za vhodných okolností může i malý přísun posil vysoko pozvednout morálku mužstva jako důkaz toho, že jejich post je vnímán „nahoře“ jako významný a že nezůstane opomenut. Naopak velmi malá a zjevně nedostatečná posila bez příslibu dalších může za jiných okolností mužstvo naprosto demoralizovat.